# Ernest Babut
Ernest Babut hay Alfred-Ernest Babut (1878-1962) là một người Pháp sống tại Đông Pháp, được biết đến trong các hoạt động đấu tranh đòi dân quyền cho người Việt cùng với những nhà cách mạng Việt Nam dưới thời Pháp thuộc đầu thế kỷ 20.

## Hoạt động văn hóa
Năm 1905 ông đứng tên làm chủ nhiệm tờ Đại Việt Tân báo (tên tiếng Pháp là L'Annam); báo này là tờ báo tư nhân đầu tiên ở Hà Nội in ra bằng chữ Quốc ngữ kèm thêm một phần chữ Nho. Trụ sở báo đặt ở số 90 phố Hàng Mã với Đào Nguyên Phổ làm chủ bút. Tờ báo này đã đăng những bài xã luận đầu tiên của Phan Châu Trinh. Sau khi Babut biết đến đường lối tranh đấu ôn hòa của họ Phan ông liền mời Phan Châu Trinh về cộng tác.
Đại Việt Tân báo hoạt động được ba năm, từ Tháng 5, 1905 đến Tháng 5, 1908 thì ngừng.
Ông còn chủ trương tạp chí song ngữ Pháp-Việt tạp chí-Revue Franco-Annamite.

## Lập trường chính trị
Là đảng viên đảng Xã Hội Pháp (SFIO) với lập trường thiên tả, Babut có thiện cảm công khai với các nhà ái quốc người Việt và đã dùng Đại Việt Tân báo là cơ quan ngôn luận không chính thức của Đông Kinh Nghĩa thục.
Babut cũng là hội viên của Hội Nhân quyền (Ligue des Droits de l'Homme et du Citoyen). Với ông trợ lực Hội đã thành công vận động chính quyền Bảo hộ của Toàn quyền Anthony Klobukowski thả Phan Châu Trinh từ nhà giam Côn Đảo vào Tháng Năm 1910.